# Église Notre-Dame de Tours
Pour les articles homonymes, voir Église Notre-Dame.
L'église Notre-Dame de Tours, également appelée église Notre-Dame de Montagny-les-Monts est une église catholique et un sanctuaire à répit situé dans le village fribourgeois de Cousset (commune de Montagny), en Suisse.

## Histoire
La première chapelle qui se dresse à l'extérieur du village de Montagny-les-Monts date du XIVe siècle et forme le chœur de l'église actuelle, consacrée à la vierge Marie, construite par l'évêque Marius d'Avenches et qui devient une église paroissiale au Moyen Âge. Le bâtiment actuel date de 1760 et a été agrandi en 1926. 
L'édifice est classé comme bien culturel suisse d'importance nationale. Il accueille chaque année des pèlerinages pour les malades et pour les paroisses.